# My Darkest Days
My Darkest Days este o formație rock canadiană din Toronto, compusă din cântărețul principal Matt Walst, chitaristul principal Sal Costa, basistul Brendan McMillan, bateristul Doug Oliver și pianistul Reid Henry. Ei au fost descoperiți de Chad Kroeger de la Nickelback cu a cărui casă de discuri au semnat un contract.
În iunie 2010 trupa a pornit într-un turneu cu Sick Puppies, Janus și It's Alive și au înregistrat un videoclip în Las Vegas pentru a-și promova primul single, „Porn Star Dancing”, lansat la data de 21 iunie 2010. În august au concertat cu Trapt, Skillet și Papa Roach. Chad Kroeger apare în videoclipul „Porn Star Dancing”, alături de rapperul Ludacris.

## Istorie
Formația a fost înființată în 2005 de Matt Walst, care s-a născut la Norwood, Ontario și al cărui frate mai mare este basist într-o altă formție rock, Three Days Grace.  Trupa a câștigat un concurs de radio în 2008 cu piesa „Every Lie”. Acest succes le-a permis să înregistreze într-un studio profesionist.In 2013,Matt a parasit formatia,alaturandu-i-se fratelui sau mai mare,Brad,care canta in Three Days Grace.Astfel,Matt devine noul solist al trupei Three Days Grace,inlocuindu-l pe Adam Gontier,care intra in trupa Saint Asonia.

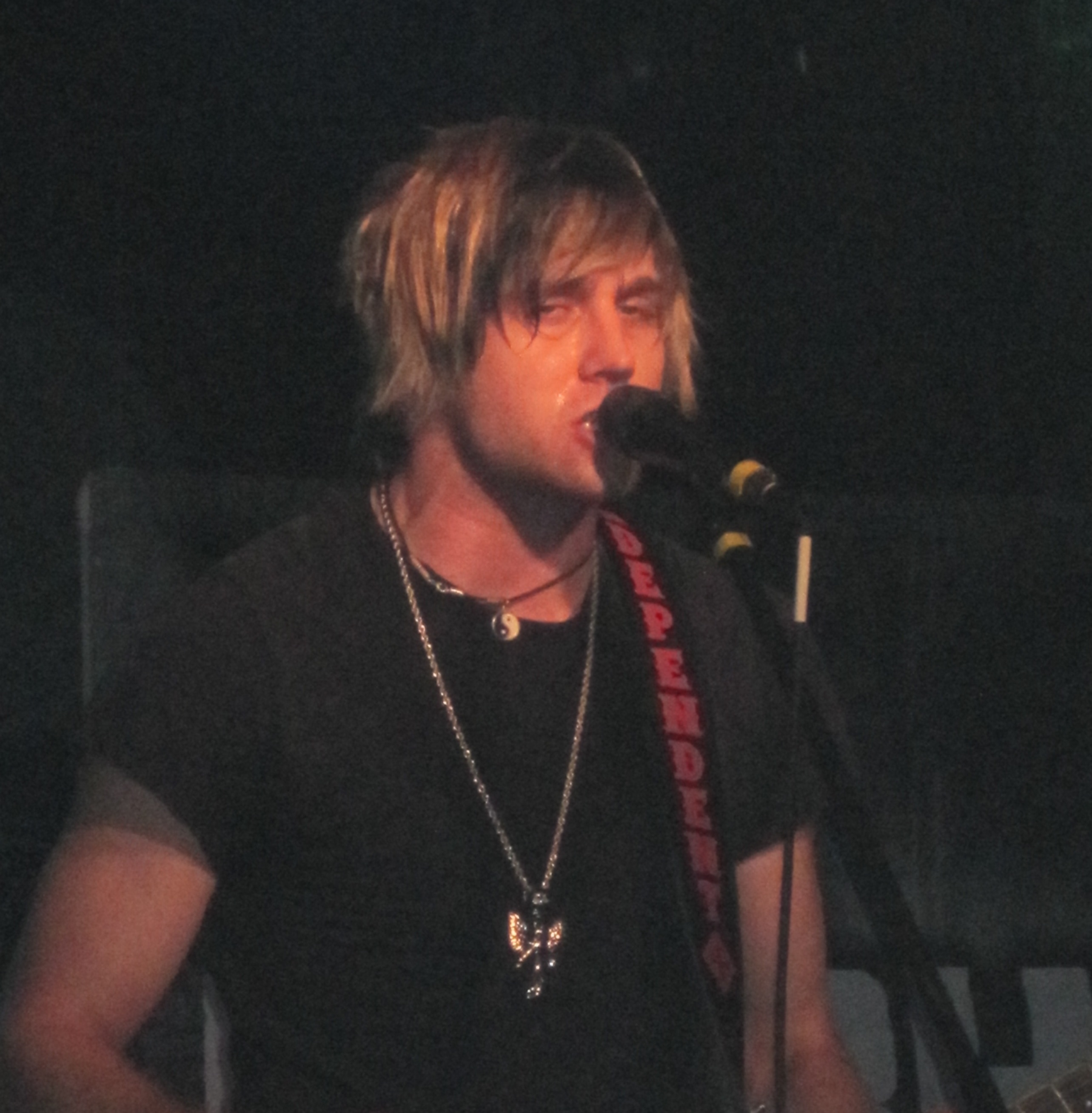
Matt Walst în noiembrie 2010

Cândr i-a auzit, Chad Kroege a fost impresionat și a semnat imediat un contract cu ei. Matt Walst i-a dat acestuia un demo al lor în timpul unui turneu. Prima lor melodie după semnarea contractului a fost „Porn Star Dancing”, care a devenit primul lor single. Kroeger a decis că vrea să contribuie și el la această piesă și împreună cu Zakk Wilde, un prieten de al său basist, au apărut în videoclip. S-a făcut și un remix împreună cu rapperul Ludacris. Pe pagina lor de facebook, au anunțat faptul că albumul cu numele trupei a fost lansat pe data de 21 septembrie 2010. Pe acel  album, piesa „Set It on Fire” este acompaniată de chitaristul australian Orianthi. De asemenea, pe același album, o piesă este interpretată în colaborare cu Jessie James, piesa „Come Undone”.
Coloana sonoră a filmului Saw 3D din 2010 conține o piesă a formației canadiene.
My Darkest Days a fost numită cea mai bună nouă formație în 2010 de postul de radio hardDriveXL. Single-ul lor, „Porn Star Dancing”, a câștigat discul de aur în Canada.
În martie 2011, trupa a fost implicată într-un accident rutier. Nimeni nu a fost grav rănit, însă bateristul Doug Oliver și-a scrântit genunchiul, lucru care i-a determinat pe rockeri să își anuleze unul dintre concerte. Pe pagina lor de facebook au anunțat că din octombrie 2011 vor intra în studio pentru a lucra la următorul lor album. Al doilea lor single, de pe al doilea album, Casual Sex, a fost lansat pe iTunes pe data de 17 ianuarie 2012 și la radiourile din Canada din 13 ianuarie. Al doilea lor album, „Sick and Twisted Affair”, a fost lansat la data de 26 martie 2012. Ei au pornit un turneu în aprilie împreună cu Nickelback, Bush și Seether. Ei interpretează împreună cu Nickellback una dintre piese jocului NHL 2013.

## Membrii
- Matt Walst - solist vocal, chitară ritmică (2005-2013]
- Sal Coz Costa - chitară principală, vocal (2009-prezent)
- Brendan McMillan - chitară bas, vocal în background (2005-prezent)
- Doug Oliver - baterie (2005-prezent)
- Reid Henrz - clape, vocal, chitară ritmică (2010-prezent)
- Chris McMillan - chitară principală (2005-2009)
- Paulo Neta - chitară principală (2009)

## Discografie

### Albume înregistrate în studio
| Titlu                   | Lansare            | Locul în Canada | Locul în Bilboard 200 | Locul în Billboard charts | Locul în topul albumelor rock |
| ----------------------- | ------------------ | --------------- | --------------------- | ------------------------- | ----------------------------- |
| My Darkest Days         | 21 septembrie 2010 | 11              | 38                    | 9                         | 12                            |
| Sick and Twisted Affair | 26 martie 2012     | 29              | 29                    | 9                         | 11                            |

### Single-uri
| An   | Titlu                   | Album                   |
| ---- | ----------------------- | ----------------------- |
| 2010 | Porn Star Dancing       | My Darkest Days         |
| 2011 | Move your body          | My darkest Days         |
| 2011 | Every lie               | My Darkest Days         |
| 2012 | Casual Sex              | Sick and Twisted Affair |
| 2012 | Sick and Twisted Affair | Sick and Twisted Affair |

## Premii
| An   | Festival         | Premiu                     | Rezultat     |
| ---- | ---------------- | -------------------------- | ------------ |
| 2011 | Juno Awards 2011 | Cea mai bună nouă formație | Nominalizare |